# Comando de Asistencia Militar en Vietnam - Grupo de Estudios y Observaciones
El Comando de Asistencia Militar en Vietnam - Grupo de Estudios y Observaciones  (del inglés: Military Assistance Command, Vietnam – Studies and Observations Group (MACV-SOG) fue un grupo de operaciones especiales multi-servicio altamente clasificado de Estados Unidos que llevó a cabo operaciones encubiertas de guerra no convencional antes y durante la Guerra de Vietnam.
Creada el 24 de enero de 1964, la unidad llevó a cabo misiones de reconocimiento estratégico en la República de Vietnam (Vietnam del Sur), la República Democrática de Vietnam (Vietnam del Norte), Laos y Camboya, puso en marcha también operativos de captura de prisioneros enemigos, rescate a pilotos que fueron derribados y la realización de operaciones de rescate para recuperar a prisioneros de guerra en todo el Sudeste Asiático, así como también operaciones psicológicas y actividades clandestinas.
La unidad participó en la mayor parte de las campañas más importantes durante la Guerra de Vietnam, incluyendo el Incidente del Golfo de Tonkín que contribuyó a desatar la intervención norteamericana, la Operación Tigre de Acero, la Operación Tiger Hound, la Ofensiva del Tet, la Operación Commando Hunt, la Campaña Camboyana, la Operación Lan Som 719, y la Ofensiva de Pascua. La unidad fue disuelta formalmente y fue remplazada por el Equipo de Asistencia del Directorado Técnico Estratégico N°158, el 1 de mayo de 1972.

## Creación
El Grupo de Estudios y Observaciones (del inglés; SOG, MACSOG o MACV-SOG) fue un grupo especial conjunto de guerra no convencional creado el 24 de enero de 1964 por la Junta de Jefes del Estado Mayor como un grupo armado subsidiario del Comando de Asistencia Militar en Vietnam (MACV). La unidad en principio estaría formada por personal de las Fuerzas Especiales del Ejército de Estados Unidos, los Seals de la Armada, Fuerza Aérea de Estados Unidos y de la Agencia Central de Inteligencia (CIA) y elementos de las unidades de reconocimiento del Cuerpo de Marines.
El Grupo de Operaciones Especiales (principal nombre que se le fue dado a la unidad) estaba controlado por el Asistente Especial para Actividades Especiales y de Contrainsurgencia (SACSA) y su personal ubicados en el Pentágono. 

## El incidente del golfo de Tonkín
Artículo principal: Incidente del golfo de Tonkín
En la noche del 30 al 31 de julio de 1964, cuatro embarcaciones del SOG bombardearon dos islas, Hon Me y Hon Ngu, frente a la costa de Vietnam del Norte. Fue la primera vez que embarcaciones del SOG atacaron instalaciones costeras norvietnamitas mediante bombardeos desde el mar. A la tarde siguiente, el destructor USS Maddox comenzó una misión de recolección de inteligencia electrónica a lo largo de la costa, en el Golfo de Tonkin. En la tarde del 2 de agosto, tres lanchas torpederas de la clase P-4 de la Armada Popular de Vietnam salieron de Hon Me y atacaron al Maddox. La nave estadounidense no sufrió daños, y los Estados Unidos afirmaron que una de las embarcaciones atacantes había sido hundida y que las otras resultaron dañadas por aviones de la Armada estadounidense. En la noche del 3 al 4 de agosto, tres embarcaciones del SOG bombardearon objetivos en el territorio continental de Vietnam del Norte. En la noche del 4 de agosto, después de ser acompañado por el destructor USS Turner Joy, el Maddox informó a Washington que ambos barcos estaban bajo ataque de embarcaciones desconocidas, presumiblemente norvietnamitas.
2 de agosto de 1964: Un P-4 norvietnamita bajo fuego del Maddox. Este segundo ataque informado llevó al presidente Lyndon B. Johnson a lanzar la Operación Pierce Arrow, un ataque aéreo contra objetivos norvietnamitas el 5 de agosto. Ese mismo día, Johnson también acudió al Congreso de los Estados Unidos y solicitó la aprobación de la Resolución del Sudeste Asiático (mejor conocida como la Resolución del Golfo de Tonkin), pidiendo la autoridad sin precedentes para llevar a cabo acciones militares en el Sudeste Asiático sin una declaración de guerra.
El anuncio de Johnson sobre los incidentes que involucraban a los destructores no mencionó que las embarcaciones del SOG habían estado realizando operaciones en la misma área que el Maddox inmediatamente antes y durante esa misión; tampoco mencionó que, el 1 y 2 de agosto, aviones laosianos, pilotados por tailandeses, llevaron a cabo bombardeos en el mismo Vietnam del Norte, o que un equipo de agentes del SOG había sido insertado en la misma área y había sido detectado por los norvietnamitas. Hanoi, que pudo haber asumido que todas estas acciones señalaban una escalada militar coordinada en su contra, decidió responder en lo que ellos afirmaban eran sus aguas territoriales. Por lo tanto, se ordenó a las tres embarcaciones P-4 que atacaran al Maddox. El segundo incidente, en el que se afirmó que el Maddox y el Turner Joy fueron atacados, nunca ocurrió.
El último aspecto de las misiones originales del SOG consistía en operaciones psicológicas contra Vietnam del Norte. La unidad naval del SOG capturaba a pescadores del norte durante registros de embarcaciones costeras y los detenía en la isla de Cu Lao Cham, frente a Da Nang, Vietnam del Sur (a los pescadores se les decía que, de hecho, aún estaban en su tierra natal). Las tripulaciones y el personal survietnamita en la isla se hacían pasar por miembros de un grupo comunista disidente del norte conocido como la Liga de la Espada Sagrada del Patriota (SSPL), que se oponía a la toma del régimen de Hanoi por parte de políticos que apoyaban a la República Popular China (RPC). Los pescadores secuestrados eran bien alimentados y tratados, pero también eran sutilmente interrogados e indoctrinados con el mensaje de la SSPL. Después de una estancia de dos semanas, los pescadores eran devueltos a aguas del norte.
Esta ficción fue respaldada por las transmisiones de radio de "La Voz de la SSPL" del SOG, el lanzamiento de folletos y kits de regalos que contenían radios sintonizadas previamente que solo podían recibir transmisiones desde los emisores de la unidad. El SOG también transmitía "Radio Bandera Roja", una programación supuestamente dirigida por un grupo de oficiales militares comunistas disidentes también en el norte. Ambas emisoras eran igualmente enfáticas en sus condenas a la RPC, a los regímenes de Vietnam del Sur y del Norte, y a los EE.UU., y llamaban a un regreso a los valores tradicionales vietnamitas. Noticias directas, sin adornos propagandísticos, eran transmitidas desde Vietnam del Sur a través de la Voz de la Libertad, otra creación del SOG.

Estas operaciones de agentes y esfuerzos de propaganda eran apoyados por el brazo aéreo del SOG, el Primer Destacamento de Vuelo. La unidad consistía en cuatro aviones C-123 Provider, altamente modificados, pilotados por tripulaciones aéreas chinas nacionalistas empleadas por el SOG. Los aviones realizaban inserciones y reabastecimiento de agentes, lanzamientos de folletos y kits de regalos, y llevaban a cabo misiones logísticas rutinarias para el SOG.
- Datos: Q673330
- Multimedia: MACV-SOG / Q673330